# Henry Miller
Henry Valentine Miller (Nueva York, 26 de diciembre de 1891-Los Ángeles, 7 de junio de 1980) fue un novelista estadounidense. Su obra se compone de novelas semiautobiográficas, en las que el tono crudo, sensual y sin tapujos suscitó una serie de controversias en el seno de un Estados Unidos puritano que Miller quiso estigmatizar denunciando la hipocresía moral de la sociedad estadounidense, criticando de paso el devenir de la existencia humana, desnudando su cinismo y múltiples contradicciones. Censurado por su estilo y contenido provocativo y rebelde en relación con la creación literaria de su época, sus obras influyeron notablemente en la llamada Generación Beat.

## Biografía
| No dejaba de repetirme a mí mismo: «¿Qué está haciendo Henry Miller aquí? Henry Miller... Henry Miller». —Henry Miller, Plexus |

### De Nueva York a París
La juventud de Miller fue errática. Alternaba diversos trabajos con breves períodos de estudios en el City College de Nueva York. En 1928 se casa con June Mansfield (nombre artístico de Juliette Edith Smerdt) tras divorciarse de su primera esposa, Beatrice Sylvas, con la que tuvo una hija.
En 1930, durante la Gran Depresión, se marcha a Francia, donde vivirá el estallido de la Segunda Guerra Mundial. En esta época, Miller decide consagrarse totalmente a la literatura. Sus primeros años de bohemio en París fueron miserables: tuvo que luchar contra el frío y el hambre; se alimentaba con las comidas que le ofrecían y dormía, cada noche, bajo un puente distinto. La suerte se presentará en la persona de Richard Osborn, un abogado americano que le ofrece una habitación en su apartamento. Cada mañana, Osborn deja encima de la mesa de la cocina un billete de 10 francos para que Miller lo gaste a su conveniencia. Miller conoce a la también escritora Anaïs Nin (de la que fue amante), al fotógrafo Brassaï y al escritor Alfred Perlès (con quien comparte casa), y empiezan sus tanteos con el surrealismo.
En el otoño de 1931, Miller obtiene su primer empleo como corrector de estilo en la oficina parisina del periódico Chicago Tribune, gracias a su amigo Alfred Perlès, ocasión que aprovecha para publicar varios artículos que firmará con el nombre de «Perlés», dado que solo los miembros del equipo editorial podían editar sus escritos. Instalado en la Villa Seurat, un callejón en el que conviven varios artistas, Miller escribe aquel año Trópico de Cáncer, que será publicado en 1934 gracias al apoyo de su amiga y amante Anaïs Nin.

Estamos ahora en el otoño de mi segundo año en París. Me enviaron aquí por una razón que todavía no he podido desentrañar.

No tengo dinero, ni recursos, ni esperanzas. Soy el hombre más feliz del mundo. Hace un año, hace seis meses, creía que era un artista. Ya no lo pienso, lo soy. Todo lo que era literatura se ha desprendido de mí. Ya no hay más libros que escribir, gracias a Dios.
Henry Miller, Trópico de Cáncer

Esta novela le supone, en Estados Unidos, un proceso por obscenidad, según las leyes vigentes en esa época dictadas contra la pornografía. La obra, censurada en su país hasta el año 1961, solo puede ingresar clandestinamente bajo la portada de Jane Eyre, el clásico de Charlotte Brontë.
En sus siguientes trabajos, Miller prosigue su batalla personal contra el puritanismo intentando liberar, desde un punto de vista moral, social y legal, los tabúes sexuales existentes en la literatura americana. Continúa escribiendo novelas, todas censuradas en los Estados Unidos por obscenas. Publica Primavera negra (1936) y Trópico de Capricornio (1939), que consiguen su difusión en EE. UU. pese a tener que ser vendidos subrepticiamente, lo cual contribuye a forjar su reputación de escritor underground. Se le ha considerado, incluso, un postmoderno.[cita requerida]

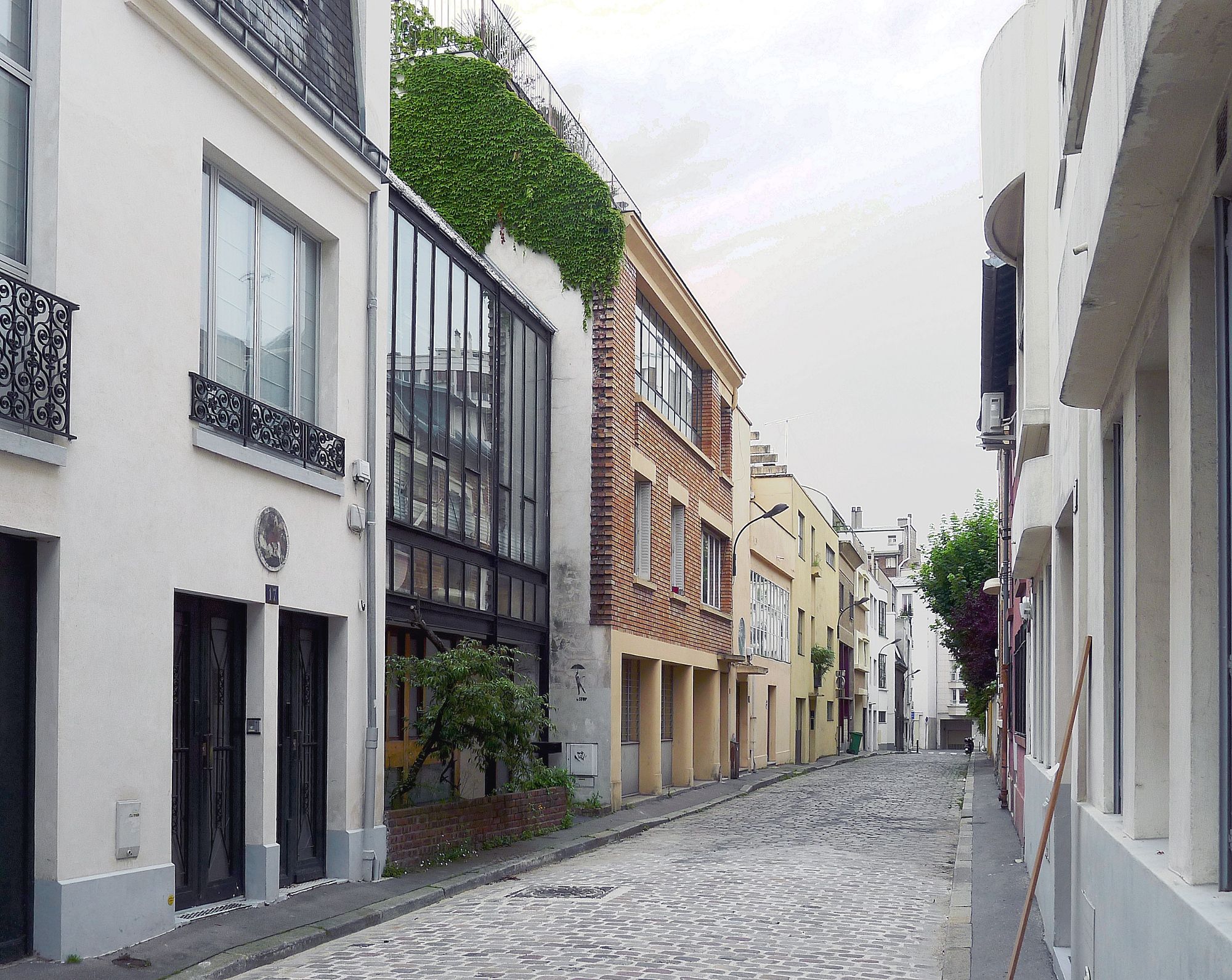
La calle Villa Seurat, en el 14 arrondisement de París. Concebida como un barrio de artistas, esta zona reúne varios talleres o mansiones privadas construidas entre 1924 y 1926 para diferentes artistas.

### Regreso a Estados Unidos
Tras residir un año en Grecia, hospedado por el escritor Lawrence Durrell, vuelve a Estados Unidos en 1940 y se instala en Big Sur (California), donde sigue produciendo una literatura pujante, colorista y socialmente crítica. Escribe El coloso de Marusi (1941), que versa sobre su estancia en Grecia; el libro, más que una guía al uso, es un monumento lírico a la sensualidad mediterránea, una crítica brillante al modo de vida estadounidense y un alegato por la paz. Le siguen Una pesadilla con aire acondicionado (1945-47) y la trilogía La crucifixión rosa, compuesta por Sexus (1949), Plexus (1953) y Nexus (1960). En 1964 la Corte Suprema de Estados Unidos anula el juicio contra Miller por obscenidad, lo que representa el nacimiento de lo que, más tarde, será conocido con el nombre de revolución sexual.

A un mismo tiempo, llevaba dos vidas totalmente divergentes. Una podría calificarse de «torbellino alegre», la otra, de vida contemplativa. En el papel de ser activo todo el mundo me tomaba por lo que era, o lo que parecía ser; en el otro papel nadie me reconocía, yo menos que nadie. Fueran cuales fuesen la celeridad y confusión con que se sucedieran los acontecimientos, había intervalos en que me perdía en la contemplación. Al parecer, sólo necesitaba unos momentos de cerrarme al mundo para reponerme. Pero necesitaba períodos mucho más largos —de estar sólo conmigo mismo— para escribir.
Henry Miller, Plexus

Entre sus aficiones estaban las de pianista amateur y pintor. Escribió libros sobre su pintura y tras su muerte, sus acuarelas fueron trasladadas a dos museos: el Henry Miller Museum of Art en la ciudad de Omachi Nagano (Japón) y el Henry Miller Art Museum en la Coast Gallery de Big Sur.

## Muerte

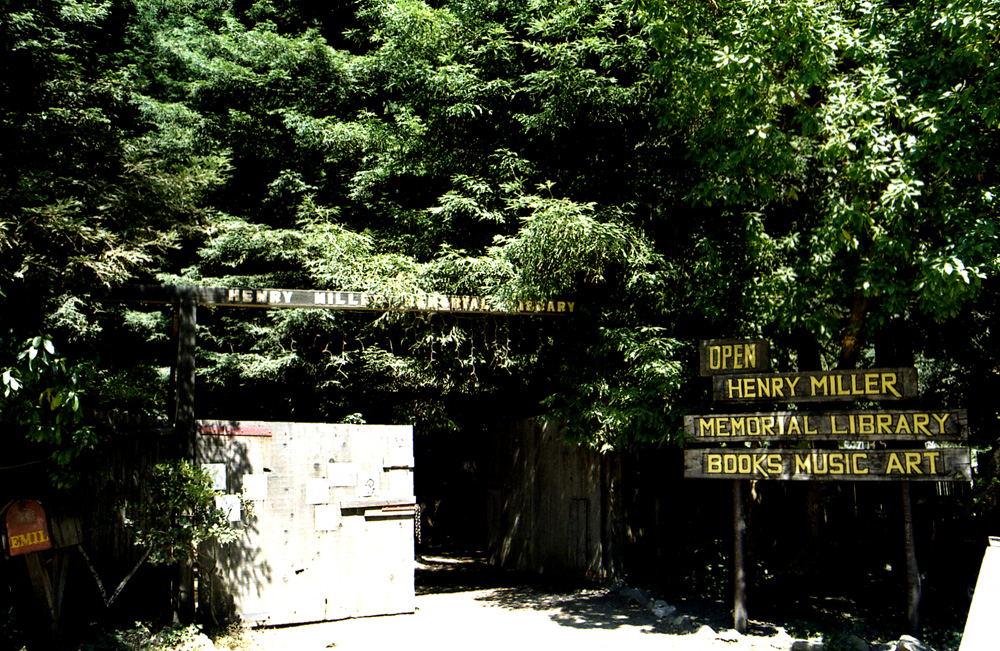
El Museo Henry Miller, en medio de un bosque de secuoyas costeras. Ubicado en la autopista de la costa del Pacífico, Ruta 1 del estado de California en Big Sur, norte de California. Foto de Googie Man

Falleció a causa de complicaciones circulatorias en Pacific Palisades, California. Sus restos fueron incinerados y sus cenizas esparcidas sobre Big Sur.

El amor de la gente... Eso era todo lo que realmente me importaba: tener su amor, no su admiración. Tan sólo su profundo amor y su comprensión de mí. Por eso escribí tanto sobre mí.
Henry Miller, última entrevista, 1980

## Obras
La obra de Henry Miller es verdaderamente inclasificable. Ni novela, ni “novela nueva”, ni autobiografía propiamente dicha, ni diario personal. Relacionada con la novela picaresca con acentos rabelaisianos, es la expresión de la imposibilidad de un escritor de existir en una sociedad hiperpositivista y funcionalista. También se puede definir como una “obra de formación” que sólo encontrará su realización y reconocimiento social con la publicación de Miller en París. Sus escritos recorren el camino de un hombre al margen del sistema, que busca la autorrealización a través de un ideal de cultura autodidacta y que debe luchar constantemente para obtener los medios para seguir escribiendo su obra. En este sentido, su gran trilogía (La crucifixión rosa: Sexus, Plexus, Nexus) es la expresión de una literatura posmoderna, del escritor maldito cuyo compañero de viaje son mujeres en busca del mismo ideal antimaterialista, y hombres que coinciden para apoyarlo en su investigación teñida de solipsismo. Esta es también la razón por la que se convirtió, tanto en Estados Unidos como en Francia, en los años 1950 y 1970, en una especie de escritor generacional, especialmente de la Generación Beat, como Jack Kerouac y William S. Burroughs, que se negaban a “reproducir” el sistema” por conformismo social. De este deambular y de esta odisea, a menudo sólo recordamos la apología de una sexualidad al estilo Wilhelm Reich, que chocó con el establishment judicial estadounidense, que había impedido durante mucho tiempo la publicación de sus libros debido a su “pornografía” (muy ligera para los estándares de nuestro tiempo). En este sentido, su obra y su personalidad fueron los precursores de la revolución sexual de los años 1960. En la segunda parte de su existencia, llevó la vida de un ermitaño californiano, en una casa cerca de la costa del Pacífico, en Big Sur. convirtiéndose en una especie de antimodelo de una sociedad americana lanzada a la búsqueda de sus sueños desenfrenados de consumo.

### Novelas
- Trópico de Cáncer (1934)
- Primavera negra (1936)
- Trópico de Capricornio (1939)
- Sexus [La crucifixión rosada I](1949)
- Plexus [La crucifixión rosada II] (1953)
- Nexus [La crucifixión rosada III] (1960)
- Opus pistorum (1983). Escrita en 1941-1942
- Polla loca (Crazy Cock) (1991). Escrita entre 1928-1930
- Moloch o Este mundo pagano (1992). Escrita en 1927
- Alas cortadas (inédita). Escrita en 1922

### Ensayos
- El mundo del sexo (1941)
- Remember to remember (1941)
- A Devil in Paradise (1946)
- El tiempo de los asesinos. Un estudio sobre Rimbaud (1946)
- Los libros en mi vida (1952)
- Order and Chaos Chez Hans Reichel (1966)
- Paint as you like and die happy (1982)
- The world of Lawrence. A passionate appreciation (1986)

### Libros de viajes
- El coloso de Marusi (1941)
- Una pesadilla con aire acondicionado (1945)
- Big Sur y las naranjas de El Bosco (1957)

### Relatos
- La sonrisa al pie de la escala (1948)
- Días tranquilos en Clichy (1956)
- Insomnia of the Devil at Large (1970)

### Memorias
- Mi vida y mi tiempo (1971)
- Al cumplir ochenta (1972)
- El libro de mis amigos (1976)

### Género epistolar
Aparte de la propia escritura novelística, mantuvo una extensa correspondencia con numerosos escritores, artistas y otras personalidades de su época. Después de su muerte se publicaron múltiples colecciones de estas cartas que ofrecen muchas claves para comprender las múltiples facetas de su personalidad. La correspondencia más conocida, la más característica pero también la más evocadora, es la que intercambió con Anaïs Nin. Una correspondencia sostenida que comenzó en la década de 1930 y se prolongó durante más de veinte años. Estos intercambios epistolares fueron, en particular, objeto de una publicación bajo el título Passionate Correspondence.
- Hamlet (2 vols., 1939-1941)/Quisiera dar un gran rodeo: epistolario (Malpaso, Barcelona, México, Buenos Aires, Nueva York, 2018)
- Querida Brenda (Cartas a Brenda Venus) (1986). Correspondencia 1976-1980
- Cartas a Anaïs Nin (1987). Correspondencia 1932-1953

### Miscelánea, antologías, "plaquettes"
- Nueva York. Ida y vuelta (1935)
- Max y los fagocitos blancos (1938)
- El ojo cosmológico (1939)
- El mundo del sexo (1940)
- La sabiduría del corazón (1941)
- Un domingo después de la guerra (1944)
- Recordar para recordar (1947). Incluye «La obscenidad y la ley de reflexión»
- Noches de amor y alegría (1952) (o El puente de Brooklyn, 2015)
- Inmóvil como el colibrí (1962)
- Insomnia (1970)
- Sextet (1981)

En 1924, cuando Miller tenía poco dinero, luchaba con su nueva vida como escritor, intentó autoeditarse. La idea original vino de su amigo Joe O'Reagan. Miller podría incluir tanto escritos originales como materiales de su propio conjunto de cartas antiguas y piezas de prosa inéditas. Solo creaba un documento de 250 palabras por semana (media página A4). Cada pieza se imprimía en cartulina de colores, en cantidades limitadas.
Miller decidió llamar mezzotintos a estos escritos breves, probablemente en analogía con los grabados en negro o mezzotinto. De hecho, el aspecto final de un mezzotinto es algo impresionista, muy pixelado y granulado. Se dice que Miller fue influenciado por James McNeill Whistler, tal vez como una alusión a su estilo impresionista, siendo quizás la metáfora que Miller escribe sus propias "impresiones".

"Hacer un mezzotinto en una tarde como esa era como resolver un rompecabezas. Me llevará días recortar mi poema en prosa a la longitud requerida. Doscientas cincuenta palabras era el máximo que se podía imprimir. Normalmente escribía dos o tres mil palabras y luego las cortaba con un hacha". Henry Miller, Plexo

"Lo sorprendente... es que el primer poema en prosa que escribí para este proyecto se inspiró en el Bowery Savings Bank. Fue la arquitectura de su nuevo edificio, no el oro de las bóvedas, lo que encendió mi entusiasmo. Lo llamé El Fénix del Bowery". Henry Miller, Plexo

Aunque "A Bowery Phoenix" se publicó en la Monthly Review de Pearson en febrero de 1925, el plan de Miller de vender suscripciones en serie fue un fracaso. Para asegurarse de que su trabajo fuera leído, Miller recurrió incluso a enviar copias por correo a personas escogidas al azar en la guía telefónica.
En 1927, su amigo artista Hans Stengel pensó que podía ilustrar la colección de mezzotintos y hacer que las editoriales como Knopf o Boni & Liveright la publicaran. El suicidio de Stengel poco después puso fin a este proyecto.
En la primavera de 1935, Miller informó a Emil Schnellock de que ya había creado 35 títulos en formato mezzotinto.
Pero abrir un speakeasy (bar clandestino) con June en Greenwich Village se convirtió en una opción más fiable para conseguir algunas subvenciones, por lo que el proyecto “mezzotinto” llegó a un final abrupto.